# 차르의 종

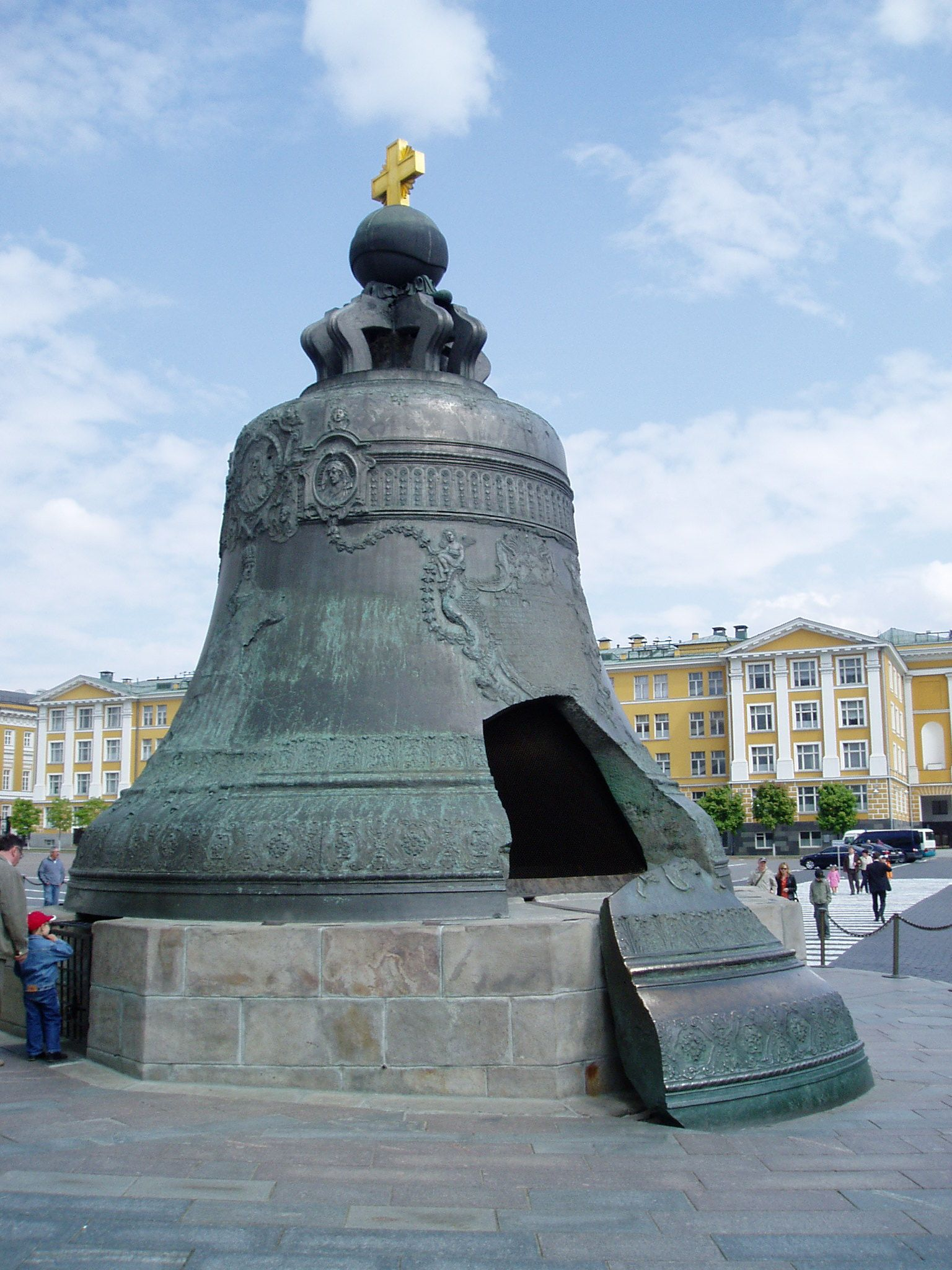
차르의 종

차르의 종(러시아어: Царь–колокол 차리 콜로콜[*])은 높이가 6.14m이고 하부의 지름이 6.6m인 러시아 모스크바의 거대한 청동 종이다. 현재 모스크바 크렘린에 전시되어 있으며, 표트르 1세 황제의 조카딸인 안나 이바노브나 황후에 의해 만들어졌다. 단 한번도 울린 적이 없으며, 실용적인 용도에 쓰여본 적도 없다. 현재 우리가 볼 수 있는 종은 세 번째로 만들어진 작품이다.

## 설명
차르의 종은 이반 3세의 종탑과 크렘린 궁의 벽 사이에 놓여 있다. 완성 직후에 일어난 화재로 종에 거대한 금이 가서 깨어진 이후, 단 한 번도 울리지 못했다. 이 종은 세계에서 가장 거대한 종인데, 그 무게만 무려 201,924kg이며, 높이는 6.14m, 직경은 6.6m이다. 그 두께는 약 61cm이며, 종 하단에 놓여져 있는 깨져 있는 부분의 무게만 해도 11,500kg이나 된다.
차르의 종에는 천사와 성인들의 이미지로 장식되어 있으며, 안나 이바노브나 황후와 당시 러시아 황제의 모습이 거의 실물 크기로 조각되어 있다.

## 역사

### 첫 번째 차르의 종
러시아의 종의 역사는 10세기까지 거슬러 올라간다. 당시 러시아 정교회에서는, 종을 그저 단순한 이유로 울리는 것이 아니라 축하, 적의 침공과 같은 중대한 일을 알리기 위해서 울렸다. 첫 번째로 만들어진 차르의 종은 초기 종들 중 가장 거대한 규모였는데, 1600년에 완성되었으며 무게가 18,000kg이나 나갔고, 이 종을 울리기 위해 24명의 성인 남성의 힘이 필요했다. 모스크바에 있는 초기 이반 3세의 종탑 안에 있었으나, 17세기 중반 화재로 인해 땅으로 떨어지며 박살나 버렸다.

### 두 번째 차르의 종
두 번째 차르의 종은 전대 종의 잔해를 모아 1655년에 더욱 큰 크기로 만들어졌다. 무게가 약 100,000kg이나 나갔으나, 1701년의 화재로 다시 한번 파괴되었다. 안나 이바노브나가 황후에 오르자, 그녀는 두 번째 종의 일부를 모아 훨씬 더 큰 종의 제작을 명했다. 1733년에 러시아의 금속 조각가 이반 모토린과 그의 아들이 이 종의 제작을 맡았고, 대포를 만드는 공법을 이용하여 이 종을 만들게 되었다.

### 세 번째 차르의 종
그들은 10m가 넘는 깊이의 구덩이를 팠고, 점토로 틀을 만든 후 단단히 다진 흙으로 보강하여, 뜨거운 금속이 밖으로 흘러나가지 못하도록 하였다. 종의 크기가 워낙 거대하였기 때문에, 종을 만들 재료를 구하는 것부터 상당히 어려웠다. 이를 위해 옛 종의 잔해를 다시 녹였고, 525kg의 은과 72kg의 황금이 이 종을 만들기 위해 추가적으로 쓰여졌다. 몇 달의 준비기간 후, 1734년 11월에 제작이 시작되었다. 첫 번째 시도는 실패했고, 결국 이 작업은 이반 모토린이 죽을 때까지 끝나지 못했다. 이반 모토린이 죽은 이후, 종의 제작은 그의 아들 미하일이 맡게 되었다. 1735년에 두 번째 시도가 성공하여, 1737년까지 종의 냉각과 함께 장식이 추가되었다.
하지만 종이 완성되고 얼마 지나지 않은 1737년 5월, 모스크바 크렘린에 대화재가 발생하였고, 불길은 종이 보관되어 있던 건물까지 번졌다. 당시 종의 관리자들은 종이 녹을 것을 두려워해 종에 차가운 물을 부었으나, 이는 오히려 역효과를 초래해 11개의 금이 발생하였고 10,000kg이 넘는 조각이 갈라져 나왔다. 화재는 이후에도 계속 번졌고, 결국 종이 다시 제작용 구덩이로 굴러 떨어져 버렸다. 1712년과 1819년에 이를 다시 끌어올리기 위해 노력하였으나 실패하였고, 차르의 종은 거의 100년 동안이나 구덩이 속에 있어야 했다. 나폴레옹이 1812년에 모스크바를 점령한 후 이 종을 전리품으로 가져가려 했으나, 그 크기와 무게 때문에 좌절했을 정도였다. 
마침내 1836년 여름에 프랑스 건축가가 이 종을 들어올려 석조 받침대 위에 올리는 데 성공했다. 부서진 부분만으로도 당시 세계에서 두 번째로 컸던 종보다 3배가 컸으며, 부서진 부분에 출입문을 만들어, 한동안 성당으로 쓰이기도 할 정도였다.

## 컴퓨터를 통한 종소리 재현
볼테르가 러시아의 가장 큰 보물들이 단 한번도 울리지 않은 종과 단 한번도 발사되지 않은 대포라고 조롱할 정도로, 이 것들의 명성은 유럽 각지에 퍼져 있었다. 2016년에, 캘리포니아 대학교 버클리, 스탠퍼드 대학교, 미시간 대학교의 연구진들이 만약 차르의 종이 파손되지 않았다면 어떤 소리를 내었을지를 컴퓨터를 통해 재현하였다. 종소리를 재현하기 위해, 종의 재료와 모양을 모두 감안하였고, 실제로 종 모양의 틀을 만들어 종소리를 표현하기 위해 최선을 다했다. 종소리를 내기 위해 12개의 스피커가 동원되었으며, 종소리의 주파수는 약 81 헤르츠였다.

## 같이 보기
- 모스크바 크렘린
- 표트르 1세